# Bløf
Bløf ist eine niederländische Band. Sie spielt kommerziell orientierte Rockmusik mit Texten auf Niederländisch. Gegründet wurde die erfolgreiche Gruppe 1992 in der seeländischen Provinzhauptstadt Middelburg.

## Bandgeschichte
Ursprünglich bestand die Band aus Peter Slager (Bass, Gesang), Bas Kennis (Keyboards, Gesang), Paskal Jakobsen (Leadgesang, Gitarre) und Henk Tjoonk (Schlagzeug). Nach dem Ausscheiden von Henk Tjoonk wurde dieser durch Chris Götte ersetzt. Götte kam drei Jahre nach seiner Aufnahme in die Gruppe im Jahre 2001 bei einem Verkehrsunfall ums Leben. Ihm zu Ehren brachten die übriggebliebenen Mitglieder die Live-CD Oog in Oog auf den Markt, deren kompletter Verkaufserlös der Stiftung „Warchild“ zugutekam. Nach einer einjährigen Pause wurde Norman Bonink (ehemals bei Frank Boeijen) als neuer Schlagzeuger verpflichtet. Seitdem hat sich die Besetzung nicht mehr verändert.
Die Band spielt treibende, rockige Nummern, akustisch betonte Balladen und poppige Sounds im mittleren Tempo. Die Refrains sind eingängig, die Texte befassen sich vornehmlich mit zwischenmenschlichen Beziehungen und werden fast ausschließlich vom Bassisten Peter Slager verfasst. An den Kompositionen des Albums Omarm waren jedoch laut Angaben auf dem Cover alle Bandmitglieder beteiligt.
Die Band spielte mit dem in Kenia populären Femi Kuti auf einem Konzert in den Slums von Nairobi. Im Rahmen des Doppelplatin-Albums Umoja (Einheit) bereiste Bløf 13 Länder, um mit lokal bekannten Musikern neue Songs aufzunehmen, etwa Hemingway in Kuba mit Eliades Ochoa (Buena Vista Social Club). Verschiedentlich luden Bløf nicht-englischsprachige Künstler aus Portugal und Lateinamerika ein, bei ihren Auftritten in Rotterdam und Amsterdam mitzuwirken.
Den Höhepunkt ihrer Konzerte in den Niederlanden bildet das Auftreten in der Sportarena Ahoy Rotterdam, bei dem seit 1999 die 10.000 Karten jedes Jahr im Handumdrehen vergriffen sind. Seit 2003 etablierten Bløf mit der Unterstützung zeeländischer Firmen und diverser Radiosender ein neues Festival in der Provinz Zeeland. 2003 spielte Bløf erstmals am Brouwersdam (nahe Renesse) ein Benefizkonzert vor fast 40.000 Menschen. 2006 kamen über 60.000 Menschen, um Bløf als Abschlussband dieses nun Concert at Sea genannten Festivals zu erleben. Besonderheit des Konzerts sind die moderaten Eintrittspreise.

## Trivia
Von der Band stammt der Titelsong zu den Filmen Alles is liefde (2007) und De Storm (2009).
Der Titel des deutschsprachigen Kriminalromans Ein schöner Tag für den Tod (Oktober Verlag, Münster, 2009) von Autor Harald Keller zitiert die letzte Zeile des Bløf-Songs Mooie Dag. Der Musiktitel wird im Buch als Quelle genannt und auch in der Handlung erwähnt.
Im Jahr 2017 veröffentlichten sie zusammen mit der belgischen Musikerin Geike Arnaert den Song Zoutelande, der eine niederländische Version des Stücks Frankfurt / Oder von Bosse und Anna Loos ist. Zoutelande schaffte es an die Spitze der niederländischen Single-Charts.

## Auszeichnungen
- Gouden Harp 2002
- Edison-Musikpreis.
- Bløf erhielten mehrere Goldene und Platin-Schallplatten.

## Diskografie

### Alben
| Jahr | Titel                                     | Höchstplatzierung, Gesamtwochen, AuszeichnungChartsChartplatzierungen (Jahr, Titel, Platzierungen, Wochen, Auszeichnungen, Anmerkungen) | Anmerkungen                     |
| Jahr | Titel                                     | NL | Anmerkungen                     |
| ---- | ----------------------------------------- | --- | ------------------------------- |
| 1997 | Helder                                    | NL2 ×2Doppelplatin · (125 Wo.)NL |                                 |
| 1998 | Naakt onder de hemel                      | NL59 Gold · (4 Wo.)NL |                                 |
| 1998 | XXL                                       | NL69 (4 Wo.)NL | Livealbum met het Zeeuws Orkest |
| 1999 | Boven                                     | NL2 ×2Doppelplatin · (81 Wo.)NL |                                 |
| 2000 | Watermakers                               | NL1 Platin · (37 Wo.)NL |                                 |
| 2002 | Blauwe ruis                               | NL1 ×2Doppelplatin · (90 Wo.)NL |                                 |
| 2003 | Omarm                                     | NL1 Platin · (77 Wo.)NL |                                 |
| 2004 | Live 2004                                 | NL16 Gold · (18 Wo.)NL | Livealbum                       |
| 2004 | Het eind van het begin                    | NL2 Platin · (75 Wo.)NL | Kompilation                     |
| 2006 | Umoja                                     | NL1 ×3Dreifachplatin · (53 Wo.)NL |                                 |
| 2007 | Platinum                                  | NL2 (42 Wo.)NL |                                 |
| 2007 | Een manier om thuis te komen (Umoja Live) | NL2 (30 Wo.)NL | Livealbum                       |
| 2008 | Oktober                                   | NL1 Platin · (48 Wo.)NL |                                 |
| 2009 | April                                     | NL1 Platin · (35 Wo.)NL |                                 |
| 2011 | Alles blijft anders                       | NL1 Platin · (56 Wo.)NL |                                 |
| 2012 | Hier - Het beste van 20 jaar Bløf         | NL1 Platin · (157 Wo.)NL | Best-of-Album                   |
| 2014 | In het midden van alles                   | NL1 Gold · (37 Wo.)NL |                                 |
| 2017 | Aan                                       | NL2 (101 Wo.)NL |                                 |
| 2022 | Polaroid                                  | NL1 (8 Wo.)NL |                                 |
| 2022 | 3Ø - We doen wat we kunnen                | NL11 (3 Wo.)NL | Best-of-Album                   |
| 2023 | Live op Concert at SEA 2023               | NL15 (1 Wo.)NL | Livealbum                       |

Weitere Alben
- Oog in oog: Live in Ahoy (2001)
- Tussen nacht en morgen (mit dem Metropole Orkest, 2002, NL: Gold)
- Tussen schemer en avond (mit dem Metropole Orkest, 2005)
- XXS (2006)
- XXS 2 (2009)
- Radio Berlijn (2011)

### Singles
| Jahr | Titel Album                                               | Höchstplatzierung, Gesamtwochen, AuszeichnungChartsChartplatzierungen (Jahr, Titel, Album, Platzierungen, Wochen, Auszeichnungen, Anmerkungen) | Anmerkungen                                                          |
| Jahr | Titel Album                                               | NL | Anmerkungen                                                          |
| ---- | --------------------------------------------------------- | --- | -------------------------------------------------------------------- |
| 1998 | Liefs uit Londen Helder                                   | NL13 (11 Wo.)NL |                                                                      |
| 1998 | Aan de kust Naakt onder de hemel                          | NL27 (11 Wo.)NL | Liveaufnahme                                                         |
| 1998 | Wat zou je doen? Naakt onder de hemel                     | NL5 (15 Wo.)NL |                                                                      |
| 1999 | Harder dan ik hebben kan Boven                            | NL11 (12 Wo.)NL |                                                                      |
| 2000 | Dansen aan zee Watermakers                                | NL9 (12 Wo.)NL |                                                                      |
| 2000 | Hier Watermakers                                          | NL15 (10 Wo.)NL |                                                                      |
| 2001 | Ze is er niet Watermakers                                 | NL33 (2 Wo.)NL |                                                                      |
| 2001 | Dichterbij dan ooit Blauwe ruis                           | NL12 (10 Wo.)NL |                                                                      |
| 2002 | Blauwe ruis                                               | NL36 (3 Wo.)NL |                                                                      |
| 2002 | Mooie dag Blauwe ruis                                     | NL17 (14 Wo.)NL |                                                                      |
| 2003 | Omarm                                                     | NL8 (11 Wo.)NL |                                                                      |
| 2003 | Misschien niet de eeuwigheid Omarm                        | NL39 (2 Wo.)NL |                                                                      |
| 2004 | Hart tegen hart Omarm                                     | NL32 (5 Wo.)NL |                                                                      |
| 2004 | Holiday in Spain Het eind van het begin                   | NL1 Gold · (20 Wo.)NL | mit den Counting Crows                                               |
| 2004 | Opstand Het eind van het begin                            | NL13 (8 Wo.)NL |                                                                      |
| 2005 | Dat wij dat zijn Het eind van het begin                   | NL25 (4 Wo.)NL |                                                                      |
| 2006 | Aanzoek zonder ringen Umoja                               | NL2 (16 Wo.)NL | mit Kodo                                                             |
| 2006 | Hemingway Umoja                                           | NL8 (11 Wo.)NL | mit Eliades Ochoa                                                    |
| 2006 | Mens Umoja                                                | NL10 (12 Wo.)NL | mit Omar Faruk Tekbilek                                              |
| 2006 | Een manier om thuis te komen / Regen Umoja                | NL5 (8 Wo.)NL | mit Jigme Drukpa / Brahim El Belkani                                 |
| 2007 | Donker hart Umoja                                         | NL8 (13 Wo.)NL |                                                                      |
| 2007 | Alles is liefde                                           | NL2 (20 Wo.)NL | Film: Alles is liefde                                                |
| 2008 | Oktober                                                   | NL7 (11 Wo.)NL |                                                                      |
| 2008 | Vallende engel Oktober                                    | NL28 (5 Wo.)NL |                                                                      |
| 2009 | Vandaag April                                             | NL7 (10 Wo.)NL |                                                                      |
| 2009 | Midzomernacht April                                       | NL22 (5 Wo.)NL |                                                                      |
| 2009 | De storm (Geef niet op)                                   | NL16 (6 Wo.)NL | Film: De Storm                                                       |
| 2010 | Wijd open Alles blijft anders                             | NL29 (3 Wo.)NL |                                                                      |
| 2011 | Beter Alles blijft anders                                 | NL13 (9 Wo.)NL |                                                                      |
| 2011 | Hou vol hou vast Alles blijft anders                      | NL25 (10 Wo.)NL |                                                                      |
| 2011 | Was je maar hier Alles blijft anders                      | NL23 (9 Wo.)NL |                                                                      |
| 2011 | Meer kan het niet zijn Radio Berlijn                      | NL30 (10 Wo.)NL | mit Sabrina Starke                                                   |
| 2012 | Later als ik groter ben Hier - Het beste van 20 jaar Bløf | NL25 (6 Wo.)NL |                                                                      |
| 2012 | Zo stil Hier - Het beste van 20 jaar Bløf                 | NL17 (12 Wo.)NL | Original: Still von Jupiter Jones                                    |
| 2013 | Mannenharten                                              | NL10 (14 Wo.)NL | Film: Mannenharten mit Nielson                                       |
| 2014 | Spijt heb je morgen maar In het midden van alles          | NL37 (3 Wo.)NL |                                                                      |
| 2017 | Zoutelande Aan                                            | NL1 (31 Wo.)NL | Original: Frankfurt Oder von Bosse feat. Anna Loos mit Geike Arnaert |
| 2018 | Omarm me                                                  | NL32 (6 Wo.)NL | mit Ronnie Flex                                                      |
| 2018 | Zachtjes zingen Aan                                       | NL23 (9 Wo.)NL |                                                                      |
| 2021 | Horizon Polaroid                                          | NL30 (9 Wo.)NL |                                                                      |

Weitere Singles
- Niets dan dit (1999)
- Zaterdag (1999)
- Een dag op de grens (1999)
- Meer van jou (2002)
- Barcelona (2003)
- Laat me los (mit S10) (2022)
- We doen wat we kunnen (mit Geike Arnaert) (2022)
- Levenslang (2024)
- Hoe hou ik dit vast (mit Bente) (2025)

### Videoalben
- Tussen Nacht en Morgen (Live met het Metropol Orkest) 2002
- Live in Ahoy 2004
- Tussen Schermer en Avond (Live met het Metropol Orkest) 2005
- Umoja (gleichzeitig erschienen mit CD Umoja)